# Stelsel van Werkloosheid met Bedrijfstoeslag
Het  Stelsel van Werkloosheid met Bedrijfstoeslag, tot en met 31 december 2011 officieel brugpensioen en nadien SWT genoemd, is een speciaal geval van werkloosheidsuitkering in België.

## Definitie
Het brugpensioen is oorspronkelijk in het leven geroepen om de werkloosheid die was ontstaan ten gevolge van de oliecrisis in 1973 op te vangen. Voor elke bruggepensioneerde zou men een jongere aan het werk zetten.
De werkloosheid met bedrijfstoeslag is nu een regeling die bepaalde oudere werknemers, in geval van ontslag, de mogelijkheid biedt om, naast de werkloosheidsuitkering, een aanvulling te krijgen van de werkgever. Het is dus geen traditioneel pensioen, zoals de term brugpensioen doet vermoeden. Het systeem van de conventionele werkloosheid met bedrijfstoeslag is gebaseerd op het bestaan van een collectieve arbeidsovereenkomst en is slechts mogelijk als dit in de lopende cao opgenomen wordt. Het gaat hier dus niet om een pensioen (op grond van opgebouwde pensioenrechten), maar om een speciaal geval van werkloosheidsuitkering voor oudere werknemers tot zij de  pensioensgerechtigde leeftijd bereiken of voor die datum met vervroegd pensioen gaan.

## Voorwaarden
Om recht te hebben op werkloosheid met bedrijfstoeslag moet men tegelijkertijd voldoen aan een aantal voorwaarden:
- Recht hebben op werkloosheidsuitkeringen. dat wil zeggen toelaatbaar en vergoedbaar zijn tot het stelsel van de werkloosheid.
- Tewerkgesteld zijn in de privésector (er bestaat een uitzondering voor instellingen met saneringsplan).
- Gebonden zijn door een arbeidsovereenkomst.
- Ontslagen zijn.
- Recht hebben op een aanvullende vergoeding op basis van een geldige collectieve arbeidsovereenkomst (cao).
- De vereiste leeftijd bereikt hebben op het vereiste ogenblik. De leeftijd vanaf wanneer men kan genieten van de werkloosheid met bedrijfstoeslag hangt af van de cao die van toepassing is.
- Het vereiste beroepsverleden kunnen aantonen. Het aantal jaren beroepsverleden dat men moet bewijzen, hangt af van de leeftijd waarop de werkloosheid met bedrijfstoeslag begint en de cao die van toepassing is.
- Ter beschikking blijven voor de arbeidsmarkt via de VDAB, behalve in uitzonderlijke gevallen bijvoorbeeld wegens medische redenen.

## In de praktijk
Een SWT'er heeft recht op een werkloosheidsuitkering ten laste van de Rijksdienst voor Arbeidsvoorziening voor alle dagen van de week, uitgezonderd de zondagen, waarvan het dagbedrag steeds 60% van zijn begrensde brutoloon bedraagt. Hij heeft ten laste van zijn werkgever of een fonds opgericht bij een paritair comité of in voorkomend geval door het fonds voor sluiting van ondernemingen recht op een aanvullende vergoeding die wordt bepaald in functie van een begrensd maandloon en waarvan de betaling gekoppeld is aan de betaling van de werkloosheidsuitkering.
Het totale bedrag van het de werkloosheid met bedrijfstoeslag is onderworpen aan twee inhoudingen van sociale zekerheid.

## Overgangsregeling
De leeftijds- en beroepsloopbaanvereisten om van werkloosheid met bedrijfstoeslag gebruik te kunnen maken werden over de periode 2012-2018 gradueel verhoogd, ook nadien is dit het geval. Het tempo van deze verhoging hing af van de cao of het collectief akkoord waarmee in werkloosheid met bedrijfstoeslag werd voorzien (voor of na 1 januari 2012). 
Verder moest voor deze overgangsregeling rekening gehouden worden of de werkloosheid met bedrijfstoeslag er kwam: 
- vanaf de leeftijd van 60 jaar;
- voor werknemers met een lange loopbaan;
- voor werknemers met een zwaar beroep; of
- voor ondernemingen in moeilijkheden/in herstructurering.

## Huidige situatie
In 2022 en tot het einde van de lopende cao is onder het algemeen stelsel de minimum leeftijd 62 jaar met een beroepsverleden van 40 jaar voor mannen, 38 jaar beroepsverleden voor vrouwen (39 jaar in 2023, 40 jaar in 2024). In sommige gevallen is SWT mogelijk vanaf 60 jaar, dit is in geval van zwaar beroep, nachtarbeid, voor bouwvakkers en bij bedrijven in moeilijkheden. 58 jaar is mogelijk voor personen met ernstige fysieke problemen. Hierbij moet steeds aan een aantal voorwaarden voldaan zijn.
Na invoering van het regeerakkoord in 2025 wordt SWT vanaf eind juni dat jaar grotendeels afgeschaft. Nieuwe aanvragen zullen enkel nog mogelijk zijn wegens medische redenen of voor werknemers van bedrijven die reeds voor het akkoord herstructureringsplannen bekendmaakten. Wie al onder het stelsel valt zal meer aangespoord worden om actief te blijven op de arbeidsmarkt.